# 志方あきこ
志方 あきこ（しかた あきこ、Akiko Shikata、1月7日 - ）は、日本のソングライター、編曲家、歌手。
東京都出身。メジャーレーベル「Frontier Works」と、同人音楽サークル「VAGRANCY」にて、それぞれの環境の特性を活かしながら両者で音楽を制作している。

## 音楽性
多重録音による様々な声色を駆使したコーラスワークや、民族楽器を組み合わせた独特な音楽などを得意としている。
ボーカル、作曲、編曲を主としているが、自身による作詞も見られる。
歌詞に使用される言語は様々で、日本語をはじめ、イタリア語、フランス語、ラテン語、英語、古語、造語、etc.と多岐に渡る。

## 略歴
2001年
- 4月27日、志方あきこ、小鳥遊小鳥により、同人音楽サークル「VAGRANCY」が発足。Webサイト「VAGRANCY」にて、志方が制作した音楽と音楽素材の展示などを開始。
- 11月18日、自費出版、自作の形でミニアルバム『緑の森で眠ル鳥』の第1盤をVAGRANCYより発売。

2002年
- 3月17日、オルゴールCD『Petit Fours』をVAGRANCYより発売。

2003年
- 8月24日、初のフルアルバム『廃墟と楽園』をVAGRANCYより発売 (発売後、音楽配信サイトmuzieにて24ヶ月連続1位を獲得)。
- 12月28日、同人サークル「HaccaWorks」より発売のWindows用ゲーム『花帰葬』(2006年にPS2化)にて音楽監督を務める。歌唱・音楽・音響を担当。

2004年
- 7月25日、初のライブとなる「Navigatoriaライブ」(VAGRANCY主催)を原宿アストロホールにて開催 (全4回公演)。

2005年
- 葉加瀬太郎が音楽総監督を務めるレーベル「HATS UNLIMITED」に誘われメジャーデビュー (VAGRANCYでの活動も並行して継続)。<4月発表>
- 3月19日、愛知万博で開催されたコンサート「葉加瀬太郎 PRESENTS“WHAT'S HATS TARO'S FRIENDS”」にゲスト出演。
- 7月20日、メジャーデビューアルバム『Navigatoria』をHATSより発売 (販売元はavex)。
- 7月22日、29日、CD発売記念LIVE「Navigatoria Live」を、品川ステラボール(HATS主催)、なんばHatch(メロンブックス主催)にて開催。
- 7月23日、初のラジオ出演となる、東海地区のFM放送RADIO-i「STYLE FOCUS」にゲスト出演。

2006年
- 1月26日、株式会社ガスト(現：コーエーテクモゲームス ガスト長野開発部)より発売のPS2ゲーム『アルトネリコ 世界の終わりで詩い続ける少女』の主題歌などを担当。
- 12月、音楽監督を務めた花帰葬のBGMが、モスクワ・インターナショナル・シンフォニック・オーケストラの演奏でオーケストラアレンジされることが決定。株式会社WAYUTAより2007年3月発売CD『花帰葬交響曲』の収録のためロシアへ渡航。

2007年
- 7月4日、8月17日、WOWOW にて、2月17日渋谷Bunkamuraで開催され出演した「葉加瀬太郎 presents HATS MUSIC FES '07」が放送。
- 12月29日、伊藤賢治、ケタロー、甲田雅人、弘田佳孝、bermei.inazawaの作曲家5名を招いて、VAGRANCY発行『Istoria 〜Musa〜』を製作・発売。

2008年
- 8月29日、同人サークル「07th Expansion」より発売のPCゲーム『うみねこのなく頃に』で担当したOPテーマ曲を収録したミニアルバムを発売。
- 9月6日、7日、テレビ朝日開局50周年記念ドラマスペシャル『氷の華』の劇中コーラス曲の歌唱を担当した。

2009年
- 3月18日、メジャー3rdフルアルバム『Harmonia』をavexより発売し、「毎日新聞 首都圏版 夕刊 (3/13発行)」や「WHAT's IN? 4月号」、「ADLIB 4月号」などにインタビュー記事が掲載。「アニカンR MUSIC Vol.8」では表紙を飾る。
- 8月19日、Frontier Works (アニメイトグループ)のCD品番で「片翼の鳥」を発売 (後の12月にFrontier Worksによる個人Webサイトが開設)。

2010年
- 3月25日、OVA『テイルズ オブ シンフォニア THE ANIMATION』テセアラ編のEDテーマを担当。

2011年
- 天野月と2曲を共作。「空蝉」がTVアニメ『いつか天魔の黒ウサギ』のEDテーマに、「LOST CHILDREN」が映画 『Messiah（メサイア）』の主題歌に起用。

2012年
- 4月26日、株式会社ガストより発売の『シェルノサージュ〜失われた星へ捧ぐ詩〜』にて多くのゲーム内BGMを担当。
- 6月27日、ミニアルバム『LAYLANIA』をFrontier Worksより発売。それに伴い1年間の期間限定ファンクラブ『LAYLANIA CLUB』が発足。

2013年
- 3月24日、『志方あきこコンサート2013 ライラニア〜白と黒の歌姫〜』(Frontier Works主催)をゆうぽうとホールにて開催。
- 3月25日、NHK BSプレミアム『幻解！超常ファイル ダークサイド・ミステリー』でOP曲とED曲を担当。

2014年
- 10月5日、TVアニメ『クロスアンジュ 天使と竜の輪舞』の劇伴を担当。劇中歌と劇中BGMを作曲。

2015年
- 1月4日、NHK大河ドラマ『花燃ゆ』にて主題歌とBGMの歌唱を担当。
- 1月21日、TVアニメ『暁のヨナ』にて、EDテーマ曲を担当。

2018年
- アーケード音楽シミュレーションゲーム『beatmania IIDX 25 CANNON BALLERS』に楽曲提供。

## VAGRANCY
「VAGRANCY (ヴェイグランシィ)」は、2001年4月27日に「志方あきこ」と「小鳥遊小鳥」が立ち上げた同人サークル、Webサイト。
同人サークル「VAGRANCY」
志方とスタッフにより音楽作品や各種グッズ、メールマガジンの発行、同人誌即売会への出展などを行う集団。活動の中心は音楽CDの制作・販売である。歌唱は志方が担当している。作編曲は、基本的に志方が担当しているが、外部の作編曲家が担当する場合もある。作詞は、志方と篠田、外部の作詞家によるものがある。演奏、音響、ジャケットのデザイン・イラストは外部委託である。
Webサイト「VAGRANCYアーカイブ」
2001年〜2015年まで音楽・音楽素材(MIDI素材)・音物語と旅行記漫画の展示、各種BBSの設置などを行っていたWebサイト。2015年1月20日の更新を最後に、Webサイト「Akiko Shikata Official Site」へサイト統合され、それに伴い各種コンテンツの多くが終了した。同人サークルVAGRANCYの活動と情報発信は、統合先サイトとTwitterにて継続されている。
＊「Akiko Shikata Official Site」は、2007年に開設されVAGRANCYスタッフによる管理・更新がなされていたが、現在の詳細は不明。

### メンバー
志方あきこ
歌唱、作詞作編曲、歌曲に使用している言語の対訳を行う。発足当初〜メジャーデビュー後もしばらくは管理人として、サイト作りや更新作業などもしていた。2016年現在、サイト管理の詳細は不明だが、作品制作に従事し新たな作品を発行し続けている。
小鳥遊小鳥
コトリ、トリ、篠田朋子。発足当初は副管理人としてサイト管理、楽曲の作詞(一部の曲)や旅行記漫画の作成、併設通販店「歌鳴屋 (カナリヤ)」の運営などをしていたが、2008年の歌鳴屋閉店に伴い副管理人を円満卒業。卒業後も作詞や、志方の手伝いなどをしている。
スタッフ
一時的な手伝いの参加、副管理人の増員といった情報も過去には見られたが、現在の詳細は不明。2016年現在、多用の志方に代わりサイトの更新・管理や同人誌即売会への出展などを行っている。
とげいぬ
グッズと志方のサインで見られる架空の犬、キャラクター。小鳥が描く漫画に登場する、志方を獣人化したキャラクターの顔部分を、志方が模写したもの。見た目がトゲトゲしていることを志方の友人が指摘したことから「とげいぬ」と呼ばれることになった。正式表記は不明。漫画内では志方自体を表したキャラクターのため「志方犬」とも呼ばれる。

### 来歴
- 2001年－2005年
  - WebサイトVAGRANCYにて、志方が制作した音楽と音楽素材、小鳥が制作した旅行記漫画の展示などをしながら、主にBBSとメールで訪問者との交流を図る。発足から約7か月後の音楽CD発行に伴い、WebサイトVAGRANCYに併設された通販店「歌鳴屋 (カナリヤ)」と同人誌即売会にて、手焼きの音楽CDや旅行記漫画の販売を開始。サークル名「VAGRANCY」「コトリノオヘヤ」「歌鳴屋」を使い分け、東京ビッグサイト、インテックス大阪、大田区産業会館PiOなどで、ComicCity、コミックマーケット、M3などといった同人誌即売会に参加。メロンブックスやとらのあな、WORLD DISQUEなどのショップでもCDの委託販売を行う。その後は、同人サークル「HaccaWorks」発行の『花帰葬』とのタイアップ、副管理人の増員、累計400万アクセスの突破、原宿アストロホールにて全4回公演のVAGRANCY主催ライブを行うに至る。
- 2005年－2016年現在
  - 2005年に志方がメジャーレーベルに所属した後、サークル活動はペースが鈍化するも基本的に変更点の無いまま継続され、同人サークル「07th Expansion」の『うみねこのなく頃に』とのタイアップや、株式会社WAYUTAによる『花帰葬』オーケストラアレンジCDの発売にも恵まれた。2008年、併設通販店「歌鳴屋」の閉店に伴い、小鳥が副管理人を円満卒業し新たに「猫鳥屋」を独立開店しVAGRANCYの商品を販売する(2015年閉店)。2011年12月、2007年発売予定だった『Istoria 〜Kalliope〜』が満を持して発売される。2015年、WebサイトVAGRANCYの「Akiko Shikata Official Site」とのサイト統合に伴い、発足時から長らく続いた各種展示やBBSなどの更新が終了する。2002年1月16日より配布が開始されたメールマガジン「コインのウラオモテ」は、「志方あきこオフィシャルメールマガジン」と名称変更して配布を継続。2016年現在、昨年にWebサイトが統合されるもサークル活動に変化はなく音楽CDや各種グッズは発行され続け、主にスタッフによる同人誌即売会への出展はサークル発足以降、毎年行われている。

## ライブ・コンサート
| 日時                       | タイトル                                                | 備考                    |
| -------------------------- | ------------------------------------------------------- | ----------------------- |
| 2004年7月25日              | 志方あきこ1stライブ「Navigatoria～航海を導く星～」Act-1 |                         |
| 2004年9月11日              | 志方あきこ1stライブ「Navigatoria～航海を導く星～」Act-2 |                         |
| 2004年9月25日              | 志方あきこ1stライブ「Navigatoria～航海を導く星～」Act-3 |                         |
| 2004年10月3日              | 志方あきこ1stライブ「Navigatoria～航海を導く星～」Act-4 |                         |
| 2005年7月22日              | 志方あきこデビューライブ「Navigatoria Live」東京公演    | 特設ページ              |
| 2005年7月29日              | 志方あきこデビューライブ「Navigatoria Live」大阪公演    | 特設ページ              |
| 2009年3月28日              | 志方あきこコンサート2009 ～Harmonia～                   | 特設ページ              |
| 2010年10月16日             | 志方あきこコンサート2010 ～パンタレア～                 | 特設ページ (アーカイブ) |
| 2011年8月6日 2011年8月11日 | 志方あきこライブ2011 ～ライラニア～                     | 特設ページ (アーカイブ) |
| 2013年3月24日              | 志方あきこコンサート2013 ライラニア～白と黒の歌姫～     | 特設ページ (アーカイブ) |

## ディスコグラフィ
自主制作リリースCD (VAGRANCY発行) は、一部の同人ショップと大手通販サイトなどで購入可。
メジャーリリースCD (メジャーレーベル発行) は、上記のショップに加え全国CDショップなどでも購入可。

### 参加CD
[HATS UNLIMITED オムニバスCD]
|    | 発売日        | タイトル                         | 参加曲                                                 | 規格品番   |
| -- | ------------- | -------------------------------- | ------------------------------------------------------ | ---------- |
| 01 | 2006年11月1日 | Merry Green Christmas            | 05.AVE MARIA (『RAKA』収録曲)                          | HIOWC-1030 |
| 02 | 2007年3月21日 | Dreams                           | 06.AVE MARIA (『RAKA』収録曲)                          | HUCD-10029 |
| 03 | 2008年3月12日 | DreamsⅡ                          | 08.黎明〜Aurora〜 (『RAKA』収録曲)                     | HUCD-10043 |
| 04 | 2008年5月7日  | Invitation to FANTASY WORLD      | 13.AVE MARIA 〜「ファンタジア」より〜 (『RAKA』収録曲) | HUCD-10037 |
| 05 | 2008年10月8日 | トツキトウカ〜ママが贈る子守唄〜 | 10.AVE MARIA (『RAKA』収録曲)                          | HUCD-10047 |

[コーエーテクモゲームス ガスト長野開発部　の作品]
[その他の作品]

## タイアップ・楽曲提供・参加作品等
| 時期   | 作品                                                            | 楽曲 |
| ------ | --------------------------------------------------------------- | --- |
| 2003年 | PCゲーム「花帰葬」                                              | OP曲「花帰葬」、ED曲「Se l'aura spira」、挿入歌、音楽全般 (歌唱・作編曲) ゲーム内音楽全41曲 (うち書き下ろし36曲、歌曲6曲)                            |
| 2005年 | PS2「シャドウハーツ・フロム・ザ・ニューワールド」               | ゲーム内BGM (ソプラノ・コーラス歌唱) |
| 2006年 | PS2「アルトネリコ 世界の終わりで詩い続ける少女」                | OP曲「謳う丘」(歌唱)、ED曲 (歌唱)、詩魔法 (作編曲・歌唱)、BGM (コーラス)                                                                             |
|        | PS2「花帰葬」                                                   | OP曲「花帰葬」・ED曲「春告げ」「黎明」・挿入歌・音楽全般 (歌唱・作編曲)                                                                              |
| 2007年 | 映画「こわい童謡－表の章－」                                    | 主題歌「Amnesia」 |
|        | 映画「BEYOND SIGHT」                                            | ED曲「まほろば」 |
|        | PCゲーム「うみねこのなく頃に」                                  | Episode1 - 4主題歌「うみねこのなく頃に」 |
|        | PS2「アルトネリコ2 世界に響く少女たちの創造詩」                 | OP曲「謳う丘-Harmonics FRELIA」(歌唱)、詩魔法 (作編曲・歌唱)、BGM (コーラス)                                                                         |
| 2008年 | テレビ朝日「氷の華」                                            | ドラマ内BGM (コーラス) |
|        | アーケード音楽ゲーム「beatmaniaIIDX 16 EMPRESS」                | 「Turii ～Panta rhei～ トゥーリと星の民」(作詞・歌唱)                                                                                                |
| 2009年 | テレビ東京系「ミューズの晩餐 My Song, My Life」                 | 4月〜6月EDテーマ「久遠の海」 |
|        | TVアニメ「うみねこのなく頃に」                                  | OP曲「片翼の鳥」 |
|        | アーケード音楽ゲーム「beatmaniaIIDX17 SIRIUS」                  | 「Raison d'etre～交差する宿命～」(作詞・歌唱) |
| 2010年 | PS3「アルトネリコ3 世界終焉の引鉄は少女の詩が弾く」             | OP曲「謳う丘〜Harmonics TILIA〜」(歌唱)、詩魔法曲・ED曲 (作編曲・歌唱)                                                                               |
|        | OVA「テイルズ オブ シンフォニア THE ANIMATION」テセアラ編       | 第1巻〜第3巻ED曲「祈りの彼方」 第4巻ED曲「TETHE'ALLA〜対の子どもたち〜」                                                                             |
|        | PCゲーム「うみねこのなく頃に散 episode8」                       | テーマ曲「白夢の繭〜Ricordando il passato〜」 |
|        | ドラマCD「Messiah (メサイア)」                                  | 主題歌「LOST CHILDREN」 詳細 (「2011年秋」でページ検索)                                                                                              |
| 2011年 | TVアニメ「いつか天魔の黒ウサギ」                                | ED曲「空蟬」 |
|        | PCゲーム「あかやあかしやあやかしの」                            | OP曲「朱隠し」 |
|        | 映画「Messiah (メサイア)」                                      | 主題歌「LOST CHILDREN」 |
|        | OVA「この男子、宇宙人と戦えます。〜僕らのセカイのまもり方〜」   | 主題歌「透明ノスタルジア」 |
|        | OVA「テイルズ オブ シンフォニア THE ANIMATION」世界統合編       | 第1巻ED曲「誰ガ為ノ世界」 第2巻ED曲「歪」 第3巻ED曲「光降る場所で～Promesse～」 第3巻グランドED曲「風は遥かな明日を知る」 第3巻BGM「それぞれの道へ」 |
| 2012年 | PS Vita「シェルノサージュ〜失われた星へ捧ぐ詩〜」               | OP曲「詩無き丘へ」(歌唱・編曲)、その他 |
| 2013年 | NHK BSプレミアム「幻解！超常ファイル ダークサイド・ミステリー」 | OP曲「Arcadia」、ED曲「Leyre」 |
|        | 舞台「Messiah－銅ノ章－」                                       | テーマ曲「萼 -utena-」 |
|        | 映画「Messiah－漆黒ノ章－」                                     | 主題歌「萼 -utena-」 |
|        | PSP「クロノスタシア」                                           | OP曲「刻限のロンド」 |
| 2014年 | PS3「アルノサージュ〜生まれいずる星へ祈る詩〜」                 | OP曲「謳無き丘へ-Harmonics Pre=Ciel-」(歌唱・編曲)、その他                                                                                           |
|        | NHK総合「幻解！超常ファイル ダークサイド・ミステリー」          | OP曲「Arcadia」、ED曲「Leyre」 |
|        | TVアニメ「クロスアンジュ 天使と竜の輪舞」                       | アニメ内BGM・挿入歌 (作編曲) |
| 2015年 | NHK総合「花燃ゆ」                                               | 主題歌・BGM (ソプラノ・コーラス歌唱） |
|        | TVアニメ「暁のヨナ」                                            | 第2クール (第15話 - 第24話) ED曲 「暁」 |
|        | iOS/Android用ゲームアプリ「GODGAMES」                           | アニメトレーラーBGM「Kalliope - カリオペ -」 |
| 2016年 | NHKスペシャル「司馬遼太郎思索紀行 この国のかたち」              | 第1集〜第2集テーマ曲 (歌唱) |
|        | PS Vita「灰鷹のサイケデリカ」                                   | OP曲「灰空の雫」 |
|        | PCブラウザ/iOS/Android用ゲーム「刀剣乱舞-ONLINE-」              | ゲーム内BGM”近侍曲”(作編曲・コーラス) |
| 2017年 | アーケード音楽ゲーム「REFLEC BEAT 悠久のリフレシア」            | 「Catastrophic Dance」(作詞・歌唱・コーラス) |
|        | 劇場版「青鬼 THE ANIMATION」                                    | エンディング主題歌「隠れ鬼」 |
|        | アーケード音楽ゲーム「CHUNITHM AIR PLUS」                       | 「響」(作編曲・歌唱・コーラス) |
| 2018年 | アーケード音楽ゲーム「beatmania IIDX 25 CANNON BALLERS」        | 「命の標本」(作編曲・作詞・歌唱・コーラス) |
|        | PS4/PS Vita/Switch「嘘つき姫と盲目王子」                        | テーマ曲 「月夜の音楽会」 |
| 2021年 | PS4/Switch「わるい王様とりっぱな勇者」                          | 主題歌「星のヨスガ」、他 |
| 2024年 | TVアニメ「烏は主を選ばない」                                    | エンディングテーマ「とこしえ」 |